# Heteropsyllus pseudonunni
Heteropsyllus pseudonunni is een eenoogkreeftjessoort uit de familie van de Canthocamptidae. De wetenschappelijke naam van de soort is voor het eerst geldig gepubliceerd in 1980 door Coull & Palmer.